# Stinkappel
Stinkappel, ook laaglandtapuripa (Gustavia augusta) is een altijdgroen boompje dat 6–10 m hoog kan worden. De stam is dikwijls krom en kan 20–30 cm in doorsnee belopen.
Het verspreidingsgebied ligt in tropisch Zuid-Amerika: de Guiana's, Venezuela, Brazilië, Bolivia, Peru en Colombia.
In het wild is het een boom van de onderlaag van het regenwoud. De boom is vaak groter als de plek regelmatig overstroomt. Het is een boom die ook om ornamentele redenen aangeplant wordt, met name vanwege zijn bloemen. Hij wordt wel Heaven Lotus (hemelse lotus) genoemd. Het hout wordt wel gebruikt, hoewel het stinkt als het nog vers is. De boom is een waardplant voor de vlinder Entheus priassus.
Jonge bomen hebben vaak één onvertakte stam met een bos bladeren aan de top, bijna zoals een palm. Oudere exemplaren kunnen een paar vertakkingen vertonen, ieder met een bos bladeren aan het einde. De bladeren zijn eenvoudig maar erg groot, tot 45 cm lang en 12,5 cm breed. Ze zijn glimmend donkergroen en geven een onaangename geur af. De boom heeft grote witte tot roze bloemen die zowel mannelijke als vrouwelijke elementen bevatten. De bloemen verspreiden een aangename geur en lijken wel wat op de bloemen van waterlelie of lotus. Zij openen 's nachts. De vrucht is min of meer bolvormig, hard, besachtig en groen tot bruin van kleur, ter grootte van een kippenei. De vrucht bevat 10-16 zaden.

## Galerij

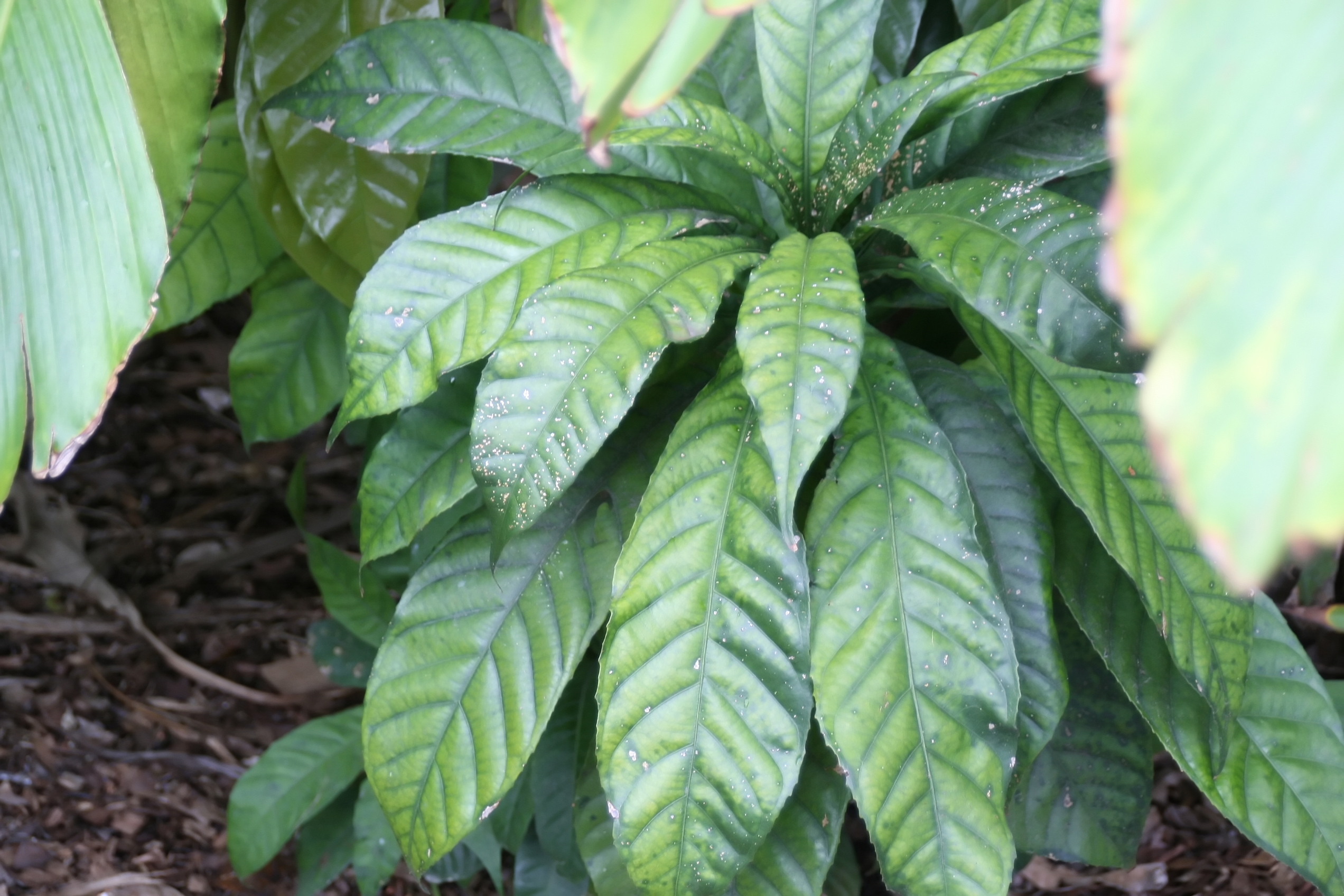
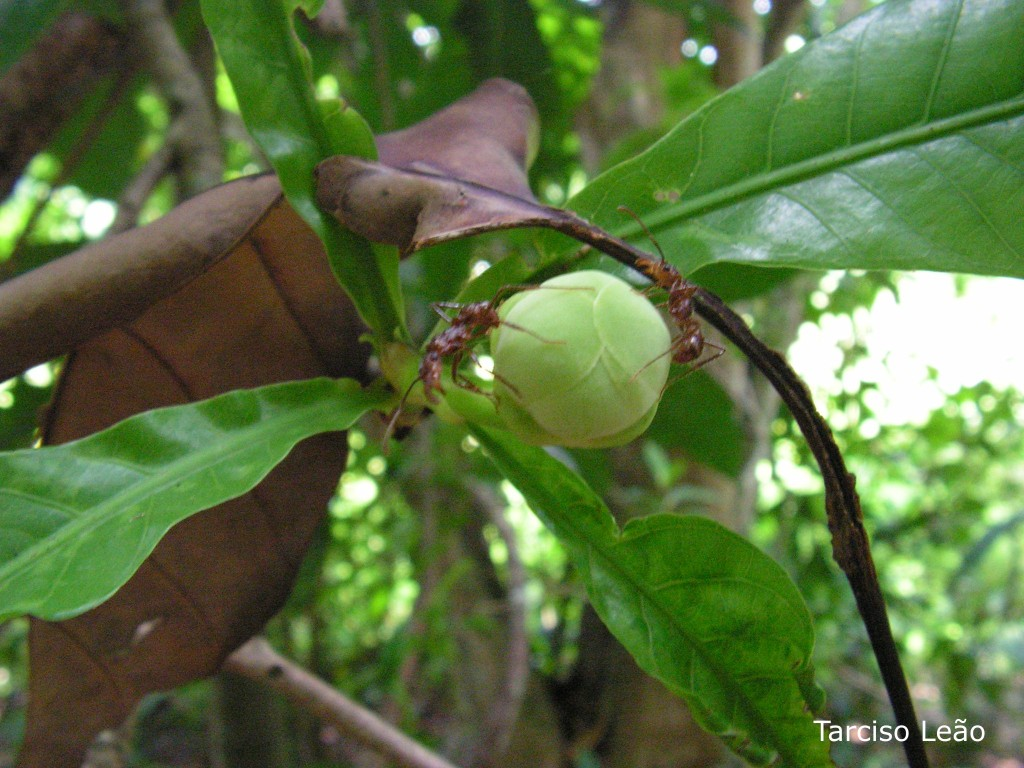
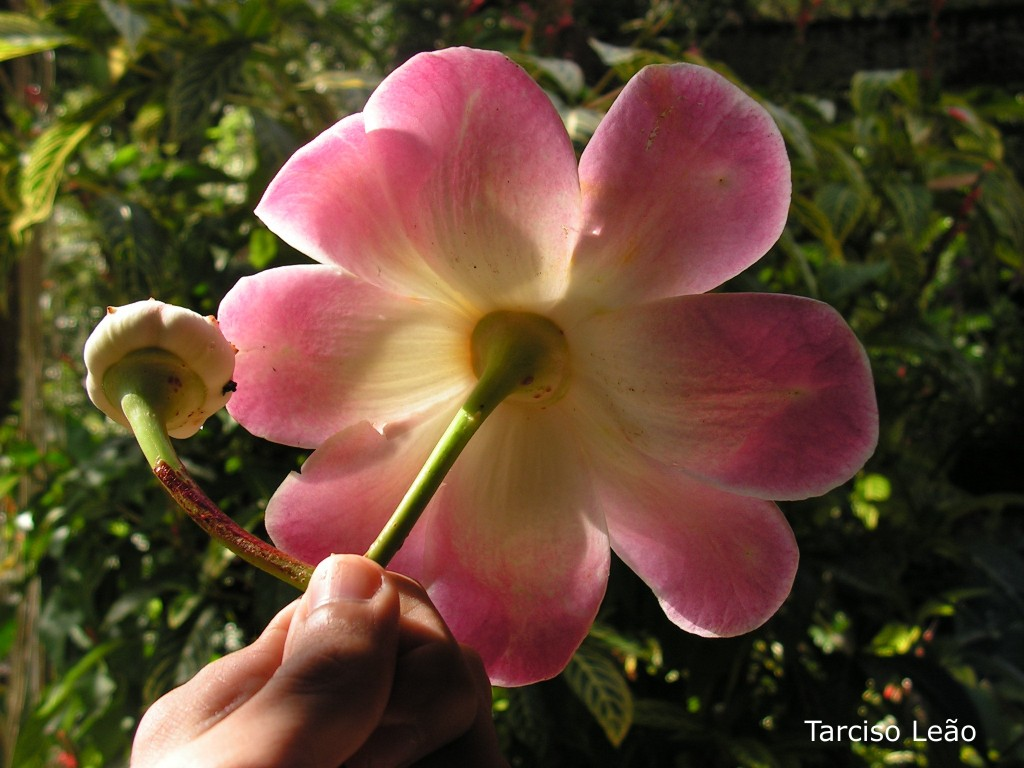
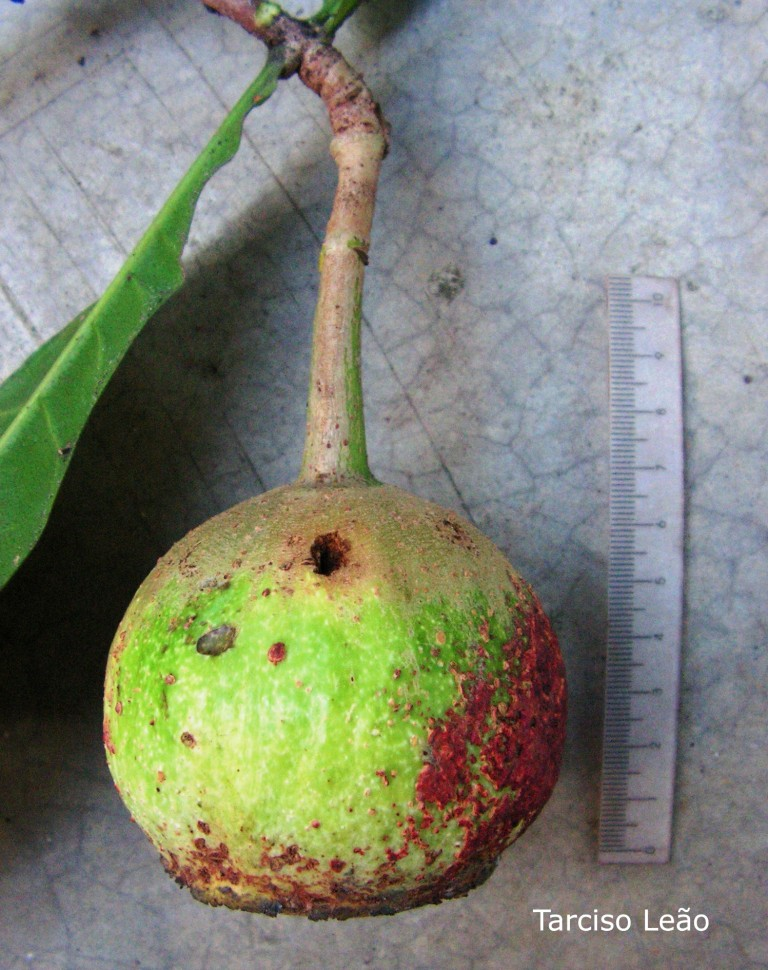
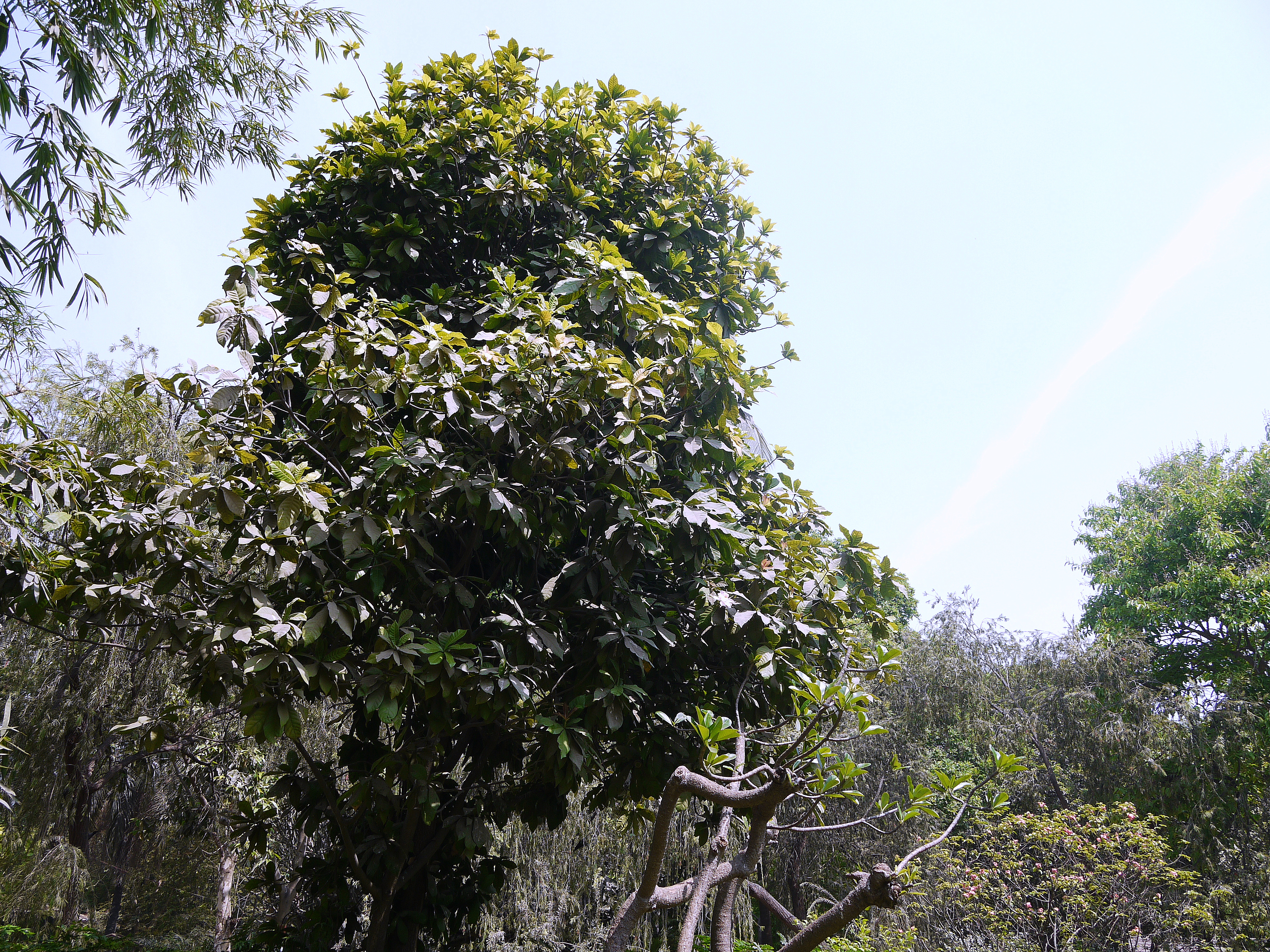